# Грегуар, Поль
Поль Грегуар (фр. Paul Grégoire; 24 октября 1911, Верден, Канада — 30 октября 1993, Монреаль, Канада) — канадский кардинал. Титулярный епископ Куруби и вспомогательный епископ Монреаля с 26 октября 1961 по 20 апреля 1968. Апостольский администратор ad nutum Sanctæ Sedis Монреаля с 11 декабря 1967 по 20 апреля 1968. Архиепископ Монреаля с 20 апреля 1968 по 17 марта 1990. Кардинал-священник с титулом церкви Ностра-Синьора-дель-Сантиссимо-Сакраменто-э-Санти-Мартири-Канадези с 28 июня 1988.